# Dodge Challenger
Dodge Challenger je ime američkog športskog automobila tvrtke Dodge koja je dio Chrysler Group LLC. Prvi automobil koji je nosio ime Challenger je bio Dodge Silver iz 1959. godine koji se prodavao kao limitirana serija. Prodavao se samo u srebrnoj boji i imao je V8 motor s osam cilindara. Iznutra je bio prekriven luksuznom tkaninom, tepisima i imao je električne brisače, koje nisu imali svi automobili tog doba.
Prva generacija Challengera proizvodila se od 1970. do 1974. godine koristeći platformu Chryslera i dijelove Plymoutha Barracude. Kroz vrijeme proizvodnje prodano je 165,437 primjeraka. Druga generacija je krenula u proizvodnju od 1978. do 1983. zajedno u suradnji s Mitsubishi Motors. Prodaja druge generacije Challengera bila je od 12,000 do 14,000 primjeraka po godini. Treća generacija Challengera predstavljena je 6. veljače 2008. godine u Chicagu kao konkurencija Fordu Mustangu i Chevroletu Camaru.

## Prva generacija (1970. – 1974.)
U knjizi iz 1960-ih Challenger je opisan kao automobil koji je napravljen da odgovori Fordu Mustangu i Chevroletu Camaru. On je bio jedan od dva Chryslerova automobila s E-tijelom. Drugi je bio Plymouth Barracuda. I Challenger i Barracuda bili su dostupni uz zapanjujući niz opreme i mogućnosti. Uz svu opremu bili su namijenjeni da se natječu protiv automobila kao što su Ford Mustang i Chevrolet Camaro. U svojoj knjizi Hemi Muscle Cars, Robert Genat je napisao da Challenger koji je začet kasnih 1960-ih izgleda kao ekvivalent Plymouthu Barracudi. Dodao je da Chrysler namjerava napraviti novi skok kao "najpotentniji ponycar ikada" i postavio ga na mjesto da se natječe protiv Mercuryja Cougara i Pontiaca Firebirda. Genat je također istaknuo kako su Challenger i Barracuda bili namijenjeni kao konkurencija Mustangu i Camaru, a napredak je trebao biti smješten kao konkurencija Cougaru, Firebirdu i drugim luksuznim muscle automobilima.
Challenger ima dugi međuosovinski razmak, velikih je dimenzija i luksuznog interijera je potaknuo pokretanje proizvodnje Mercuryja Cougara, luksunog i većeg pony automobila koji je bio namijenjen mladim i bogatim američkim kupcima. Međuosovinski razmak na 110 inča (2.794 mm), bio je 2 inča duži od Barracude u čemu se Dodge posebno isticao. Slično kao što je Ford Mustang imao kraći međuosovinski razmak nego Cougar.
Vanjštinu je dizajnirao Carl Cameron koji je također dizajnirao Dodgea Chargera iz 1966. godine. Cameron je temeljio dizajn Challengera na svom starijem crtežu prototipa Chargera koji je trebao imao turbinski motor. Charger nikada nije dobio turbinski motor, a Challenger je dobio novi dizajn. Iako je Challenger bio dobro prihvaćen od strane javnosti (s 76,935 proizvedenih modela te godine), bio je kritiziran od strane medija jer su pony automobili bili u opadanju kada je stigao novi Challenger. Nakon 1970. godine prodaja je pala dramatično, a proizvodnja je prestala 1974. godine. Tijekom prve generacije Challengera je prodano 165,437.

### Modeli
Tijekom prve generacije Challengera bila su dostupna četiri hardtop modela Challenger Six, Challenger V8, Challenger T/A (samo 1970.) i Challenger R/T u kabriolet verziji je bio dostupan samo 1970. i 1971. godine. R/T se nastavio prodavati kao hardtop jer nije bilo tvornice za kabriolet modele. Standardni motor s osnovnog modela bio je sa šest cilindra (3.7 L). Standardni motor na modelu V8 imao je V8 motor s 230 KS i dva rasplinjača. Dodatni motori su bili V8 s 340 cu in (5.6 L) i 383 cu in (6.3 L). Svi su bili s tri brzine, osim Challengera s 290 KS (216.3 kW) koji je bio dostupan s automatskim mijenjačem. Challenger s četiri brzine je imao dostupne sve dodatne motore.

## Utrkivanje
Challenger je 1970. godine uveden u SCCA Trans-Am Series. Automobile su pripremili Ray Caldwell's Autodynamics, a voženi su od strane Sama Poseya i Tonyja Adamowicza. Automobil broj 77 izradili su Autodynamics od običnog Challengera T/A. Broju 76 šasija je stigla tijekom polovice sezone od Dan Gurney's All-American Racers, a dovršili su je Autodynamics. Dodge je sredinom 1970-ih koristio "automobilski kit" za kratke staze. Challenger R/T iz 2010. godine imenovan je kao Chryslerov model za NASCAR Nationwide Series.

## Vanjske poveznice
- Službena stranica  Arhivirana inačica izvorne stranice od 20. kolovoza 2011. (Wayback Machine)
- Povijest Dodgea Challengera
- Modeli Dodgea: Challenger
- Informacije o Challengeru